# Sara Hlupekile Longwe
Sara Hlupekile Longwe est une militante féministe, basée à Lusaka, en Zambie. Elle est la présidente de Femnet (un site internet en anglais dont le but est de renforcer le rôle et la contribution des ONG Africaines qui s’occupent du développement des femmes) entre 1997 et 2003. Elle est l'auteure d'un cadre d'analyse de l'empowerment comme pratique émancipatrice des femmes, qui a servi de référence dans les années 1990 et 2000.

## Biographie
Jeune enseignante, elle se voit refuser un congé de maternité. Face à cette violation d'une obligation en vertu de la convention de l'Organisation Internationale du Travail, elle constitue un groupe de lobbying qui réussit à forcer le gouvernement à introduire ce droit au congé de maternité, pour les enseignantes, en 1974.
Dans un autre moment de son parcours comme enseignante, elle se bat pour obtenir la possibilité de porter un pantalon à l'école.
En 1984, elle est parmi les membres fondateurs de la branche zambienne de l'Association pour la Recherche et le Développement, qui milite pour que le gouvernement de la Zambie ratifie la convention sur l'élimination de toutes les formes de discrimination à l'égard des femmes.
Elle définit en 1990 The Women's Empowerment Framework, une méthode d'analyse définissant différents niveaux dans la position des femmes dans la société : l'accès à un bien-être matériel, à accès non discriminant au monde du travail, compréhension semblable par les deux sexes des rôles hommes : Femmes, accès aux décisions politiques, etc. Ce cadre d'analyse des genres aide à comprendre la signification concrète d'autonomie des femmes et de l'égalité entre les femmes et les hommes, et à évaluer si une initiative de développement prend en compte les exigences en la matière,,,.
En 1992, elle porte plainte contre l'InterContinental Hotels Group, qui lui a refusé l'entrée dans un bar d'un l'hôtel, parce qu'elle n'est pas été accompagnée par un homme. Elle gagne le procès devant la Haute Cour de Zambie, en argumentant que cette discrimination contre son sexe est contraire à la constitution.
Entre 1997 et 2003, elle devient présidente de l'organisation African Women's Development and Communication Network FEMNET (Réseau du développement et de la communication des femmes africaines; un site internet en anglais dont le but est de renforcer le rôle et la contribution des ONG Africaines qui s’occupent du développement des femmes).
En 1998, elle insiste sur la nécessité de faire évoluer le système scolaire. Elle souligne également le manque de progrès dans les programmes visant à réduire la marginalisation des femmes depuis la Conférence mondiale sur les femmes de Nairobi en 1985 : « Les politiques de genre ont une étrange tendance à s'évaporer au sein des agences internationales de développement. » Elle parle de « la marmite patriarcale ... remplie de préjugés patriarcaux, implicite dans les valeurs, l'idéologie, la théorie du développement, les systèmes organisationnels et les procédures de l'agence »,.
Elle reçoit en 2003 le prix Africa pour le Leadership,.